# Aspidispa nigritarsis
Aspidispa nigritarsis es un coleóptero de la familia Chrysomelidae.
Fue descrita científicamente por primera vez en 1890 por Gestro.